# Síndrome de Bloom
La síndrome de Bloom, és un estrany trastorn cromosòmic causat per un gen autosòmic recessiu, que consisteix en una alta freqüència de trencaments i canvis en els cromosomes de la persona afectada. La síndrome, va ser descoberta i primer descrita pel doctor en dermatologia David Bloom en 1954.

## Introducció
Les persones que presenten aquesta síndrome es caracteritzen per tenir una estatura baixa i una erupció facial que es desenvolupa poc després de la primera exposició al sol. Aquesta erupció pot fer una forma de papallona envermellida a les galtes. L'erupció es pot desenvolupar a altres àrees exposades al Sol com el dors de les mans. Altres característiques clíniques inclouen una veu aguda, diferents trets facials, com la cara llarga, estreta, micrognatisme de mandíbula, i el nas i les orelles prominents, canvis de pigmentació de la pell, incloent-hi àrees hipopigmentades i hiperpigmentades, així com punts de color cafè amb llet, telangièctasi (dilatació dels vasos sanguinis) que pot aparèixer a la pell, i als ulls, immunodeficiència moderada, que es caracteritza per la deficiència en determinades classes d'immunoglobulines, que aparentment condueix a pneumònia recurrent i a infeccions de l'oïda; hipogonadisme caracteritzat per una incapacitat per produir espermatozous, per tant, infertilitat en homes, i el cessament prematur de la menstruació (menopausa prematura), per tant, sub-fertilitat en les dones. No obstant això, diverses dones amb la síndrome de Bloom han tingut fills.
Les complicacions de la malaltia poden incloure problemes pulmonars crònics, diabetis, i dificultats d'aprenentatge. En un petit nombre de casos, hi ha retard mental. La complicació més important de la malaltia podria ser la susceptibilitat al càncer, tal com es descriu en més detall a la secció següent.

## Relació amb el càncer
Una elevada taxa de mutació en la síndrome de Bloom, pot comportar un alt risc de càncer en els individus afectats. Aquesta predisposició al càncer es caracteritza per 
1. Ser d'ampli espectre, incloent-hi leucèmies, limfomes i carcinomes.
2. L'edat primerenca d'inici en relació amb el mateix tipus de càncer en la població general.
3. La multiplicitat.

Persones que pateixin la síndrome de Bloom poden desenvolupar càncer a qualsevol edat. L'edat mitjana de diagnòstic de càncer en la cohort és aproximadament 25 anys.

## Fisiopatologia
Les mutacions en el gen BLM, que és un membre de la família de les helicases, estan associats amb la síndrome de Bloom. Les helicases són enzims que separen la doble cadena d'àcids nucleics. El fet de tenir l'ADN desenrotllat és vital per a la majoria dels processos que involucren l'ADN, incloent-hi  síntesi de còpies d'ADN, la transcripció de l'ARN, la reparació de l'ADN, etc.
Quan una cèl·lula es prepara per dividir-se per formar dues cèl·lules, els cromosomes es dupliquen de manera que cada nova cèl·lula tindrà un conjunt complet de cromosomes. El procés de duplicació és l'anomenat replicació de l'ADN. Els errors comesos durant la replicació de l'ADN poden donar lloc a mutacions. La proteïna BLM és important per mantenir l'estabilitat de l'ADN durant el procés de replicació. Les mutacions en el gen BLM associades amb la síndrome de Bloom inactiven l'activitat de l'helicasa codificada pel mateix gen o simplement anul·len la síntesi de l'helicasa (la proteïna no es fa). La manca de l'activitat de la proteïna condueix a un augment de les mutacions; tot i això, el mecanisme molecular amb el qual el gen BLM, manté l'estabilitat dels cromosomes és encara una àrea de recerca molt activa.
Les persones amb síndrome de Bloom tenen un enorme increment en intercanvis de porcions de cromosomes homòlegs o cromàtides germanes (les dues molècules d'ADN que són produïdes pel procés de replicació de l'ADN), i hi ha augments de ruptures cromosòmiques i reordenaments en comparació amb les persones que no tenen la síndrome de Bloom. Les connexions directes entre els processos moleculars en els quals opera el gen BLM i els cromosomes es troben sota investigació. Les relacions entre els defectes moleculars en les cèl·lules de la síndrome de Bloom, les mutacions cromosòmiques que s'acumulen en les cèl·lules somàtiques (les cèl·lules del cos), i les característiques clíniques en la síndrome de Bloom també són àrees d'intensa investigació.

La síndrome de Bloom té un patró d'herència autosòmica recessiva

La síndrome de Bloom és  heretada de forma autosòmica recessiva. Ambdós pares han de ser portadors perquè un nen estigui afectat. La freqüència de transmissió entre els jueus descendents de les comunitats de l'Europa Oriental (jueus asquenazites) és aproximadament 1/100. Si ambdós pares són portadors, és un de cada quatre, o 25% de probabilitats a cada embaràs d'un nen afectat. El consell genètic i les proves genètiques són recomanades per a les famílies que poden ser portadores de la síndrome de Bloom. Per a les famílies en què l'estat de portador és conegut, les proves prenatals estan disponible utilitzant mètodes citogenètics o moleculars. Les proves d'ADN molecular de la mutació que és comú en la població jueva asquenazí també està disponible.